# Вальтер Штеттнер Ріттер фон Грабенгофен
Вальтер Карл Гуго Штеттнер Ріттер фон Грабенгофен (нім. Walter Karl Hugo Stettner Ritter von Grabenhofen; 19 березня 1895, Мюнхен — 18 жовтня 1944, Белград) — німецький воєначальник, генерал-лейтенант вермахту. Кавалер Лицарського хреста Залізного хреста.

## Біографія
Представник давнього знатного роду. Предки Штеттнера отримали імперський лицарський титул від імператора Леопольда I в 1670 році, а в 1842 році були внесені в реєстр баварської аристократії.
В 1908 році вступив в Баварську армію. Учасник Першої світової війни. В лютому 1919 року служив у фрайкорі Еппа, учасник придушення Баварської радянської республіки. Після демобілізації армії залишений в рейхсвері. Після аншлюсу призначений командиром 1-го батальйону 136-го гірського полку 2-ї гірської дивізії. Учасник Польської і Норвезької кампаній. З серпня 1940 року — командир 99-го, згодом — 91-го гірського полку 4-ї гірської дивізії. Учасник Балканської кампанії і німецько-радянської війни. З 1 грудня 1942 року — командир 1-ї гірської дивізії. Загинув у бою з югославськими партизанами. Похований в Гарміш-Партенкірхені.

## Нагороди
- Хрест «За військові заслуги» (Австро-Угорщина) 3-го класу з військовою відзнакою
- Залізний хрест
  - 2-го класу (24 грудня 1915)
  - 1-го класу (24 грудня 1916)
- Орден «За заслуги» (Баварія) 4-го класу з короною і мечами
  - орден (11 березня 1916)
  - орден з короною (11 червня 1918)
- Нагрудний знак «За поранення» в чорному (15 грудня 1918)
- Німецький імперський спортивний знак
  - в бронзі (24 лютого 1920)
  - в сріблі (20 серпня 1928)
- Тірольська земельна медаль 1914/18 (14 червня 1929)
- Почесний хрест ветерана війни з мечами (22 лютого 1935)
- Медаль «За вислугу років у Вермахті»
  - 4-го, 3-го і 2-го класу (18 років; 2 жовтня 1936) — отримав 3 нагороди одночасно.
  - 1-го класу (25 років)
- Німецький Олімпійський знак 2-го класу (30 листопада 1936)
- Пам'ятна військова медаль (Угорщина) з мечами (8 березня 1937)
- Пам'ятна військова медаль (Австрія) з мечами (10 травня 1937)
- Медаль «У пам'ять 1 жовтня 1938» (12 вересня 1939)
- Застібка до Залізного хреста
  - 2-го класу (2 грудня 1939)
  - 1-го класу (18 червня 1940)
- Штурмовий піхотний знак в сріблі (25 серпня 1941)
- Німецький хрест в золоті (2 січня 1942)
- Орден «За хоробрість» 3-го ступеня, 2-й клас (Третє Болгарське царство; 17 березня 1942)
- Орден Зірки Румунії, командорський хрест з мечами (22 червня 1942)
- Медаль «За зимову кампанію на Сході 1941/42» (1 серпня 1942)
- Кримський щит
- Лицарський хрест Залізного хреста (23 квітня 1943)
- Почесний знак болгарської піхоти (16 червня 1943)
- Військовий орден Залізного трилисника 1-го класу (Незалежна Держава Хорватія; 7 серпня 1943)
- Двічі відзначений у Вермахтберіхт (10 жовтня і 14 листопада 1944)